# Преображенская улица (Москва)
Преображе́нская у́лица— улица в Восточном административном округе города Москвы на территории района Преображенское. Является продолжением ул. Стромынки после Матросского моста.
Расположена между Преображенской наб. и Преображенской площадью. Нумерация домов ведётся от Преображенской наб. (от реки Яуза).
Названа по своему местонахождению в бывшем с. Преображенское.

## Происхождение названия
Названа так по находившемуся в этой местности старинному селу Преображенское.

## История
Возникла в XVII в. в селе Преображенском, на дороге в село Черкизово. В XIX в. в районе Преображенской улицы находились владения фабрикантов Котовых, дома Ольгинского детского приюта и Екатерининской богадельни. В 1933—39 построен жилой д. 2 фабрики «Освобождённый труд» (архитектор А.М. Файфель), в 1936—1938 и 1953—54 — дома 5—7.

## Здания и сооружения
Матросский мост.
Всего: 8 домов.
По нечётной стороне:
№ 5/7
вл5ас1
№ 7ас1
№ 7с1
По чётной стороне:
№ 2
№ 2к1
№ 4
№ 6

## Транспорт
По улице проходят трамваи 4л, 4п, 7, 13 и автобусы т14, т32, т41, 86, 171, 716, н15.
Ближайшая станция метро —  Преображенская площадь.